# ماريا تيريزا من إسبانيا
لشخصية أخرى حملت نفس الاسم وأصبحت زوجة عضو من العائلة المالكة الفرنسية، تفقد ماري تيريز من فرنسا (توضيح).
ماريا تيريزا من إسبانيا (الإسبانية: María Teresa؛ الفرنسية: Marie-Thérèse؛ 10 سبتمبر 1638 – 30 يوليو 1683)؛ كانت ملكة فرنسا ونافارا القرينة وذلك بصفتها الزوجة الأولى لملك لويس الرابع عشر، كانت معروفة بعفتها وفضيلتها، وخمسة من أبنائها الستة قد ماتوا بسن مبكر، غالباً ما كان ينظر لها بعين الشفقة عبر التاريخ من سلطان زوجها، حيث لم يكن لها خيار سوى الصبر على نزواته الكثيرة.

## الطفولة في إسبانيا
ولدت كـ إنفانتا في إسبانيا في دير إسكوريال حيث كانت ابنة لـلملك فيليب الرابع ملك إسبانيا وزوجته إليزابيث ابنة هنري الرابع ملك فرنسا، التي توفت في العام السادس من العمر ماريا، كانت ماريا تيريزا عضو في بيت هابسبورغ، وأيضا هي تعتبر أرشيدوقة النمسا بالميلاد.
على عكس فرنسا فإن في مملكة إسبانيا لم يكن هناك القانون السالي، بحيث يمكن لامرأة أن تتوالى العرش، وفي عام 1646 عندما توفي أخوها بالتازار كارلوس، أمير أستورياس أصبحت ماريا تيريزا الوريثة الشرعية لإمبراطورية إسبانيا الواسعة، وبقيت كذلك حتى ولادة فيليب بروسبيرو في عام 1657، وقد أصبحت لـلمرة الثانية الوريثة الشرعية ما بين (1 نوفمبر و5 نوفمبر 1661) عند وفاة الأمير فيليبي وولادة الأمير كارلوس، الذي ورث لاحقاً عرش إسبانيا ولقب لاحقا بـ كارلوس الثاني هو أخر ملوك هابسبورغ لإسبانيا، بحيث ورث لاحقا حفيدها فيليب دوق أنجو المملكة، ولقب بـ فيليب الخامس.

## زواجها من لويس الرابع عشر
كانت مفاوضات عقد الزواج مكثفة.حرصاً على منع الاتحاد بين البلدين أو التيجان، لا سيما الاتحاد الذي تكون إسبانيا فيه خاضعة لفرنسا، سعى الدبلوماسيون إلى تضمين بند التنازل الذي يحرم ماريا تيريزا وأطفالها من أي حقوق في الخلافة الإسبانية. تم ذلك في النهاية، ولكن بمهارة مازارين ودبلوماسييه الفرنسيين، كان التنازل وصلاحيته مشروطا بدفع مهر كبير. كما اتضح، لم تتمكن إسبانيا الفقيرة والمفلسة بعد عقود من الحرب، من دفع مثل هذا المهر، ولم تتلق فرنسا أبدًا المبلغ المتفق عليه البالغ 500,000 إيكو.
عقد الزواج بالوكالة من الملك الفرنسي فوينتيرابيا. رافق والدها والبلاط الإسباني بإكملها العروسة إلى جزيرة الفزان على الحدود في نهر بيداسو، حيث التقى بها لويس وبلاطه في اجتماع على جزيرة الفزان في 7 يونيو 1660، ودخلت فرنسا في 9 يونيو، تم الزواج في سان جان دو لوز في كنيسة القديس يوحنا المعمدان، أراد لويس إتمام الزفاف بأسرع وقتٍ ممكن.

## ملكة فرنسا

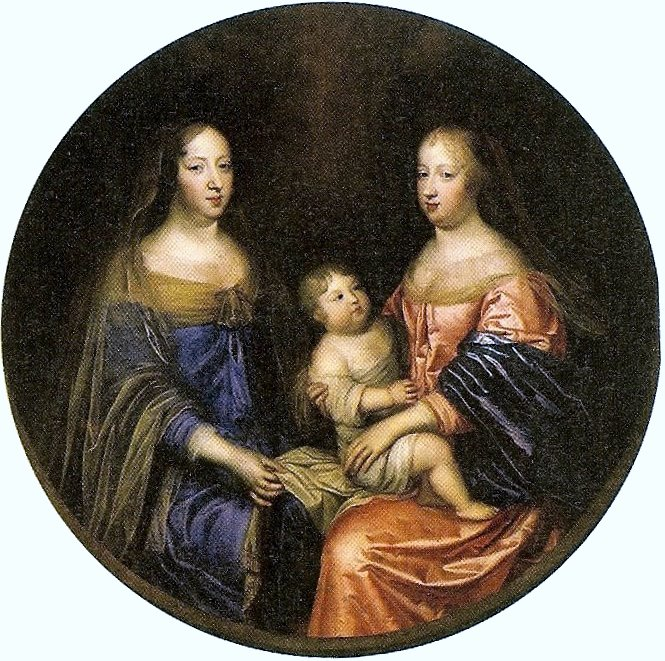
ماريا تيريزا مع آنا من النمسا وابنها لويس.

في 26 أغسطس 1660 قام العروسين بدخول الفرح التقليدي إلى باريس. كان لويس مخلصًا لزوجته في السنة الأولى من زواجهما، وأمر قائد المنزل بأن الملكة ونفسه لم يتم تفريقهما أبدًا، مهما كان المنزل الصغير الذي قد يسكنان فيه. كانت ماريا تيريزا محظوظة جدًا لأنها وجدت صديقة في البلاط في حماتها التي كانت عمتها، على عكس العديد من الأميرات في الأراضي الأجنبية. واصلت قضاء الكثير من وقت فراغها في لعب الورق والمقامرة، حيث لم تكن مهتمة بالسياسة أو الأدب، وبالتالي كان يُنظر إليها على أنها لا تلعب دور الملكة المعينة لها بشكل كامل من خلال زواجها. ولكن الأهم من ذلك أنها حملت في أوائل عام 1661، وولد ابن طال انتظاره في 1 نوفمبر 1661. كانت المرة الأولى التي رأت فيها ماريا تيريزا قصر فرساي في 25 أكتوبر 1660. في ذلك الوقت كانت مجرد إقامة ملكية صغيرة كانت عبارة عن نزل صيد لويس الثالث عشر ليس بعيدًا عن باريس.
في وقت لاحق بدأت حملة البناء الأول مع ملذات الجزيرة المسحورة عام 1664، وهو احتفال لمدة أسبوع في فرساي أقيم ظاهريًا تكريمًا لملكات فرنسا، والدة لويس الرابع عشر وزوجته، ولكن تم تعيين لويز دو لا فالييه كوصيفة الملكة، غالبًا ما يُنظر إلى الاحتفال بذكرى ملذات الجزيرة المسحورة على أنه مقدمة لحرب أيلولة التي شنها لويس ضد إسبانيا.
شهدت حملة البناء الأولى تعديلات في القصر والحدائق من أجل استيعاب 600 ضيف مدعوين للاحتفال. مع مرور الوقت، أصبحت ماريا تيريزا أيضًا تسامح لويس الرابع عشر لخيانة المطولة مع ماركيزة مونتيسب تركها الملك لحاشيتها الخاصة، ومع ذلك قام بتوبيخ مدام دو مونتيسب عندما أدى سلوكها في البلاط إلى إزدراء صارخ لموقف الملكة. في وقت لاحق جاءت مربية أطفال مونتيسب غير الشرعيين من قبل الملك مدام دو مانتينون لتحل محل عشيقته في عواطف الملك، في البداية قاومت تقدم الملك وشجعته على إيلاء المزيد من الاهتمام لزوجته التي تعرضت للإهمال منذ فترة طويلة، وهو التفكير الذي دفعته ماريا تيريزا بدفء تجاه المرشح الجديد المفضل، بعد وفاة الملكة ستصبح مدام دو مانتينون هي الزوجة الثانية للملك، رغم أنها سرية رسميًا. كانت هناك شائعات منذ فترة طويلة بأن ماريا تيريزا لديها ابنة غير شرعية، لعبت ماريا تيريزا دورًا ضئيلًا في الشؤون السياسية باستثناء الأعوام 1667 و 1672 و 1678، حيث عملت خلالها كوصي بينما كان زوجها بعيدًا في الحملات على الحدود

## الذرية

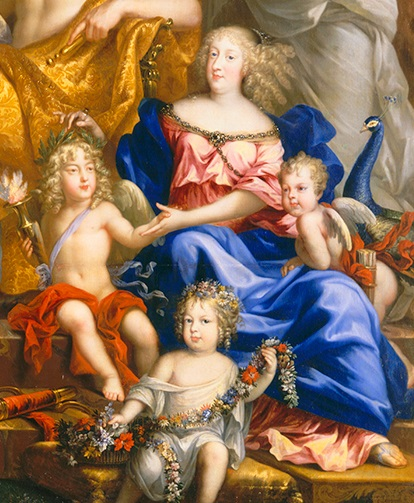
ماريا تيريزا مع أطفالها

تزوجت من ابن خالها وعمتها لويس الرابع عشر في 1660، وأنجبت له 6 أطفال:-
- لويس، دوفين الأكبر (1 نوفمبر 1661 - 14 أبريل 1711)؛ أصبح دوفين فرنسا، تزوج من ماريا آنا فيكتوريا من بافاريا في عام 1680 وأنجبت له 3 أطفال، بما في ذلك فيليب الخامس ملك إسبانيا، وكذلك هو جد لويس الخامس عشر خليفة لويس الرابع عشر.
- آن إليزابيث (18 نوفمبر - 30 ديسمبر 1662)؛ توفيت صغيراً.
- ماري آن (16 نوفمبر - 26 ديسمبر 1664)؛ توفيت صغيراً.
- ماري تيريز (2 يناير 1667 - 1 مارس 1672)؛ أصبحت مدام ملكي، توفيت صغيرة.
- فيليب شارل (5 أغسطس 1668 - 10 يوليو 1671)؛ أصبح دوق أنجو، توفي صغيراً.
- لويس فرانسوا (14 يونيو 1672 - 4 نوفمبر 1672)؛ أصبح دوق أنجو، توفي صغيراً.

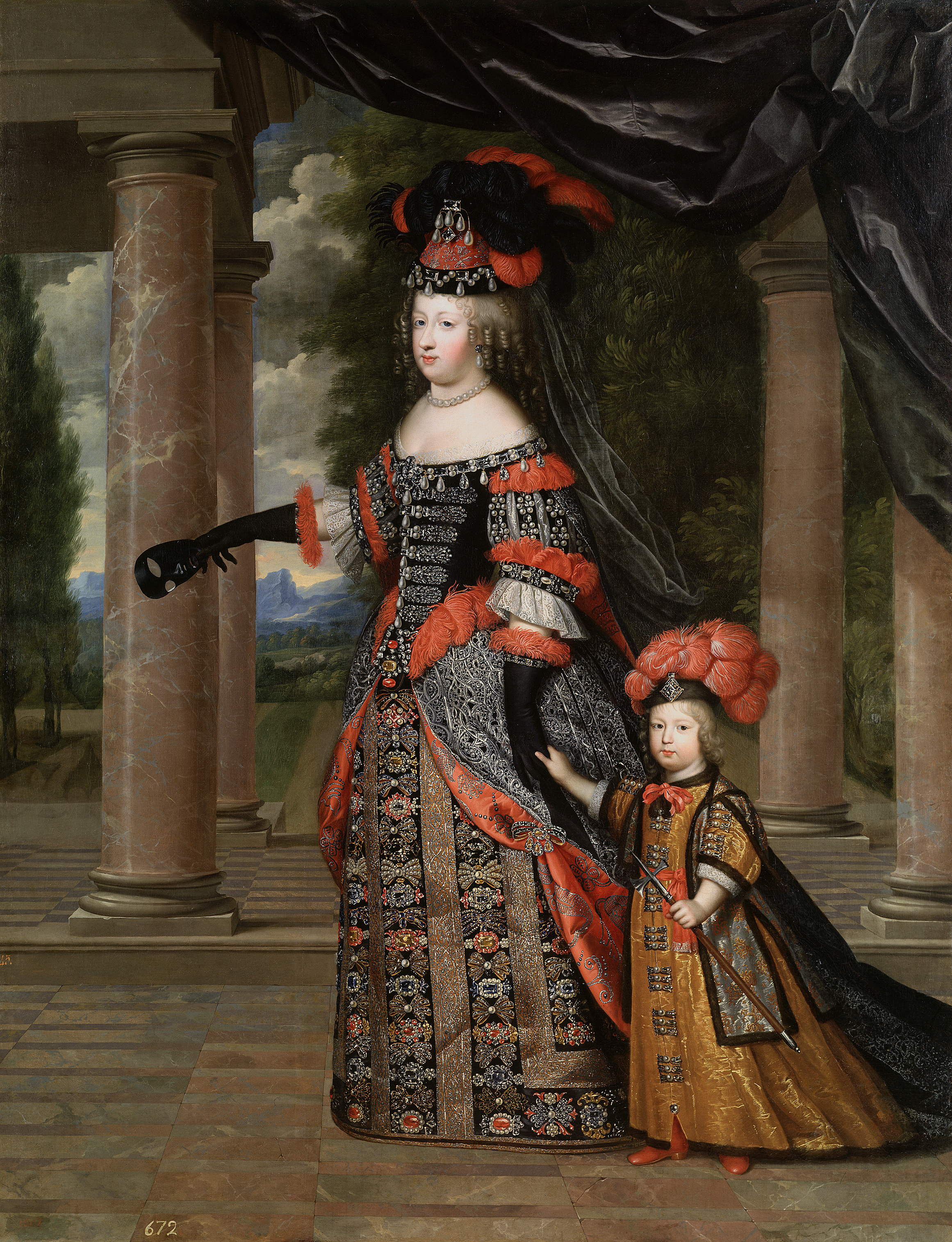
ماريا تيريزا مع ابنها لويس